# Petits Chanteurs de Vienne

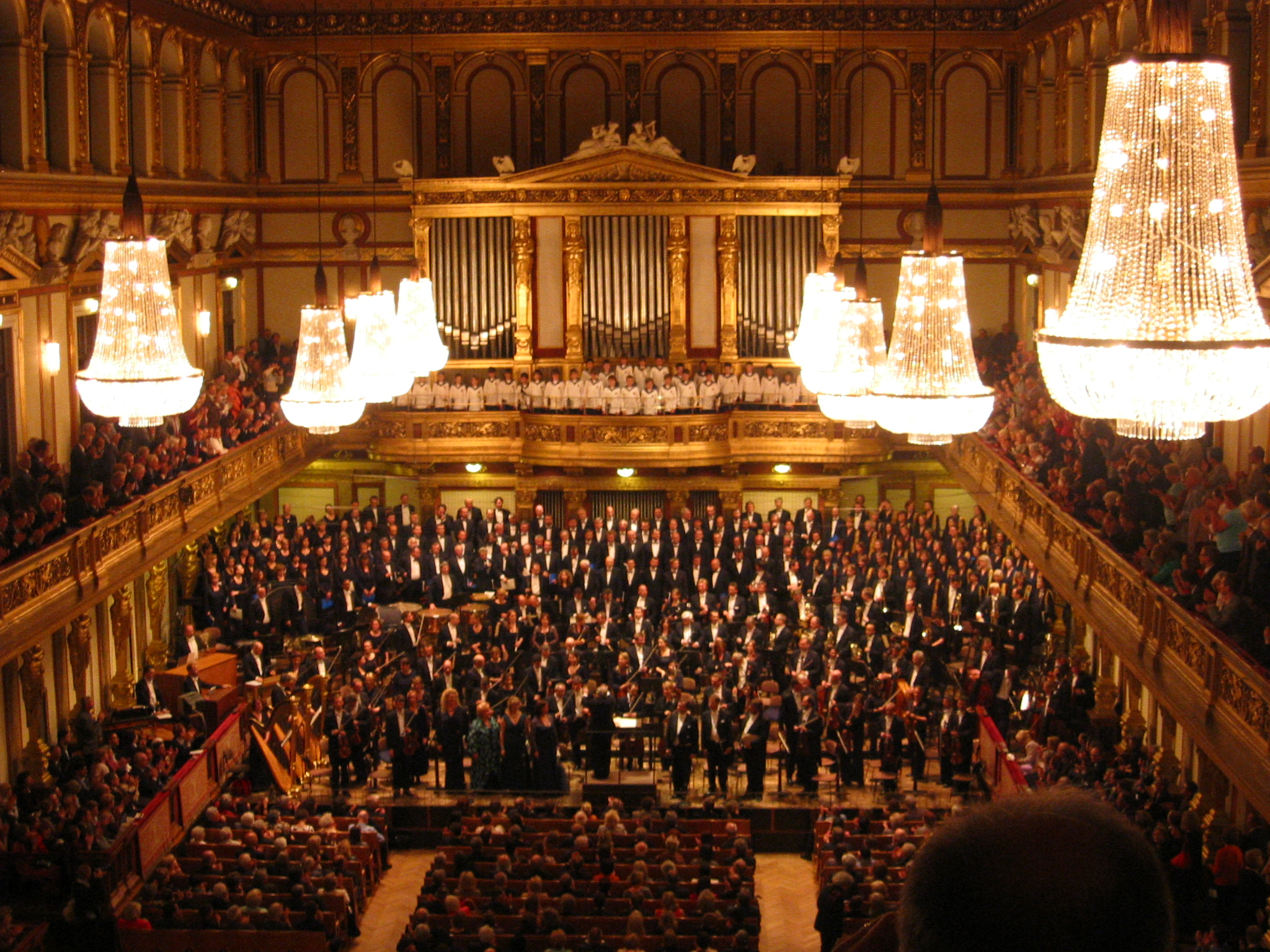
G. Mahler : Sinfonie der Tausend – Les petits chanteurs de Vienne – Wiener Singverein – Philharmonischer Chor – Staatskapelle Berlin – Pierre Boulez dans le Musikverein.

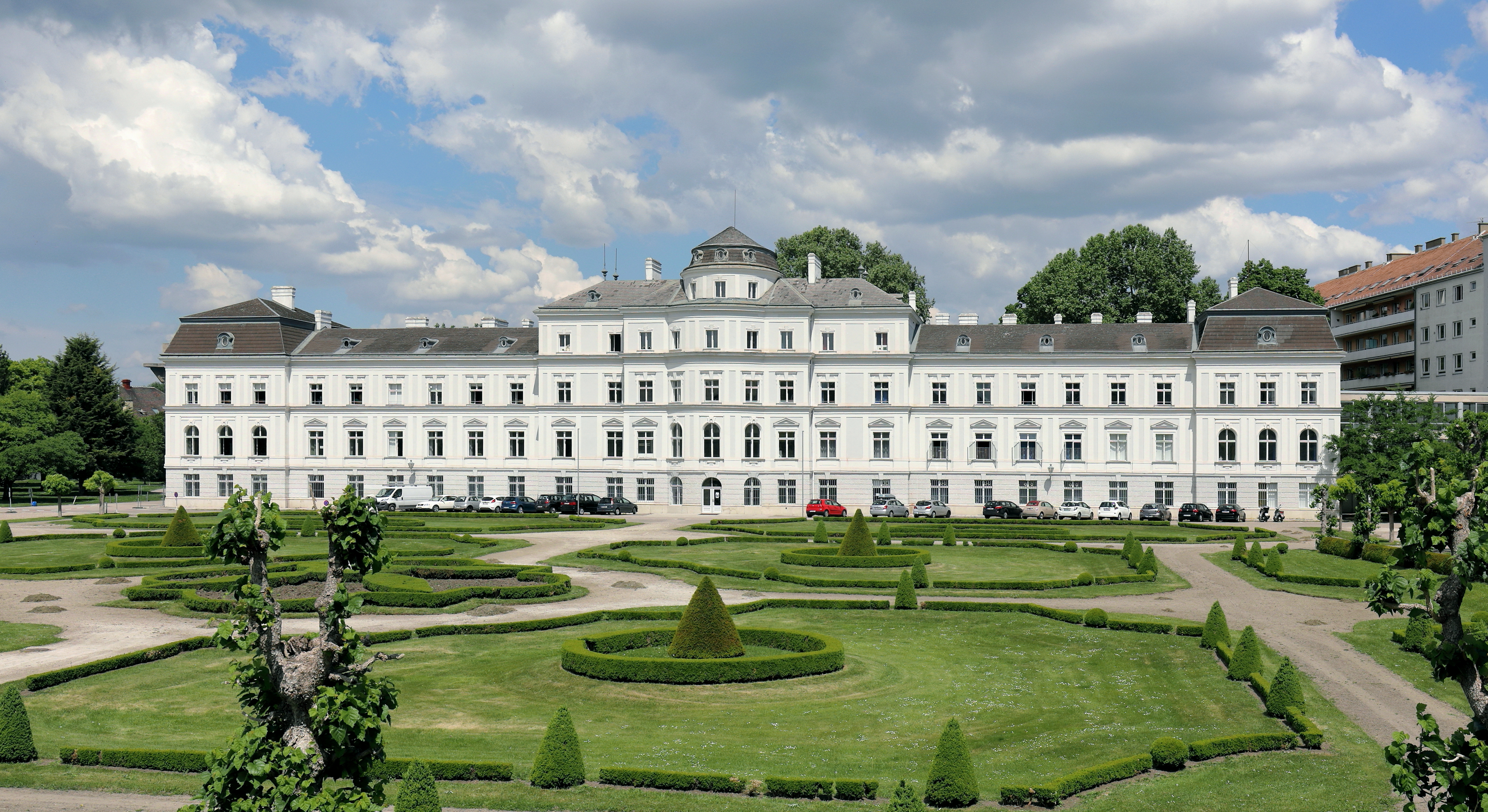
Palais Augarten, Vienne, la résidence des petits chanteurs.

Les Petits Chanteurs de Vienne (en allemand : Wiener Sängerknaben), basé à Vienne, est un des plus anciens et prestigieux chœurs de garçons puisqu'il a été fondé en 1498 par l'empereur Maximilien, qui souhaitait entendre des voix de garçons parmi les musiciens officiels de la cour.
Le chœur a formé plusieurs musiciens ou chefs d'orchestre célèbres comme Michael Haydn, Franz Schubert ou Hans Richter. Il a également travaillé avec de grandes figures de l'histoire de la musique : Heinrich Biber, Wolfgang Amadeus Mozart (1756-1791), Salieri, Anton Bruckner, Wilhelm Furtwängler et d'autres encore.

## Historique
Le Wiener Sängerknaben est issu de la tradition des Hofsängerknaben (chœurs d'enfants de la Cour) et a été créé le 30 juin 1498 par l'empereur Maximilien Ier. Le chœur initial comprenait à l'origine des garçons venus du Wiltener Sängerknaben d'Innsbruck. Formé de 14 à 20 garçons, le chœur avait initialement la tâche d'assurer la partie musicale de la messe. Aujourd'hui, l'ensemble fait partie de l'élite des chorales de garçons dans le monde, et recrute principalement des autrichiens, mais aussi des garçons d'autres pays européens et non européens.
En 1920, l'orchestre de la cour de Vienne a été démantelé, mais le recteur de l'époque Josef Schnitt a plaidé pour le maintien de la tradition. En 1924, le Wiener Sängerknaben a été fondée officiellement en tant qu'association et s'est poursuivi jusqu'à aujourd'hui devenant un ensemble professionnel se consacrant à la musique.
Aujourd'hui, le chœur est composé d'une centaine de choristes, tous garçons entre dix et quatorze ans, divisés en quatre formations. Le Wiener Sängerknaben donne environ 300 concerts par an. Il effectue de nombreuses tournées à travers le monde, en plus des messes traditionnelles chantées chaque dimanche à la Chapelle impériale de Vienne.
Mais la formation n'est pas seulement un chœur : elle possède sa propre école mixte où deux cent cinquante enfants reçoivent une éducation complète en plus de l'éducation musicale, depuis la maternelle jusqu'à la fin du collège, dans un palais baroque de Vienne, le Palais Augarten. Seuls les plus talentueux des garçons de l'école rejoignent le chœur à l'âge de dix ans.
Le financement fait appel à des sponsors, mais reçoit aussi des subventions de la République d'Autriche et de la ville de Vienne. Les Petits Chanteurs de Vienne ont la tradition de visiter annuellement les États-Unis et le Japon, où ils jouissent d'une popularité particulière. Ils voyagent aussi régulièrement dans la République populaire de Chine, à Taiwan, à Singapour et dans la Corée du Sud, la région arabe et l'Australie, l'Amérique du Sud et les pays européens.
En 1963, l'Association des Petits Chanteurs de Vienne a reçu conjointement avec d'autres groupes le prix Karl Renner.
Tout comme l'Orchestre philharmonique de Vienne, cette association se composait exclusivement des hommes, depuis sa fondation et durant 500 ans. En 1993, une loi qui oblige l'égalité dans le domaine public fut effectivement établie en Autriche. D'où, celles-ci risquent dorénavant de perdre les soutiens financiers publics. C'est la raison pour laquelle, en 1996, Agnes Grossmann fut nommé, pour la première fois, directrice des Petits Chanteurs. Le choix n'était pas par hasard, car son père Ferdinand Grossmann aussi avait été directeur.

## Filmographie
- Le Plus Beau Jour de ma vie (1957)
- Presque des anges (1962)[3]

## Discographie

### Noël
- Wiener Sängerknaben Goes Christmas (2003)
- Frohe Weihnacht (Joyeux Noël) (1999)
- Christmas in Vienna / Heiligste Nacht (1990)
- The Little Drummer Boy (1990)
- Merry Christmas from the Vienna Choir Boys (1982)
- Christmas with the Vienna Choir Boys (avec Hermann Prey)
- Christmas with the Vienna Boys' Choir, London Symphony Orchestra (1990)
- Weihnacht mit den Wiener Sängerknaben (Hans Gillesberger 1980)
- Die Wiener Sängerknaben und ihre Schönsten ... (1967)
- Frohe Weihnacht (1960)
- Christmas Angels (RCA Gold Seal)

### Pop
- I Am from Austria (2006)
- Wiener Sängerknaben Goes Pop (2002)

### Enregistrements variés
- Orff: Carmina Burana (avec Andre Previn et la Vienna Philharmonic Orchestra) (1994)

## Compositeurs représentés
- Johann Sebastian Bach
- Ludwig van Beethoven
- Heinrich Ignaz Franz Biber
- Benjamin Britten
- Anton Bruckner
- Antonio Caldara
- Jacobus Gallus
- Georg Friedrich Händel
- Joseph Haydn
- Gustav Mahler
- Wolfgang Amadeus Mozart
- Franz Schubert
- Salomon Sulzer

### Œuvres basés sur anthologies
- Anton Bruckner, Christus factus est pro nobis
- Anton Bruckner, Locus iste
- Anton Bruckner, Os justi
- Anton Bruckner, Virga Jesse
- Joseph Leopold Eybler, Omnes de Saba venient
- Gabriel Fauré, Pie Jesu
- Jacobus Gallus, Natus est nobis
- Jacobus Gallus, Pueri concinite
- Jacobus Gallus, Repleti sunt
- Georg Friedrich Händel, Zadok the Priest
- Joseph Haydn, Du bist's, dem Ruhm und Ehre gebühret
- Joseph Haydn, Insanae et vanae curae
- Michael Haydn, Lauft, ihr Hirten allzugleich
- Jacbus de Kerle, Sanctus - Hosanna - Benedictus
- Wolfgang Amadeus Mozart, Kyrie Es-Dur KV 322
- Wolfgang Amadeus Mozart, Kyrie d-moll KV 341
- Wolfgang Amadeus Mozart, Misericordias Domini KV 222
- Wolfgang Amadeus Mozart, Sub tuum praesidium
- Giovanni Nascus, Incipit lamentatio
- Giovanni Pierluigi da Palestrina, Hodie Christus natus est
- Michael Praetorius, In natali Domini
- Franz Schubert, Salve Regina D 386
- Franz Schubert, Tantum ergo D 962
- Franz Schubert, Totus in corde langueo D 136
- Giuseppe Verdi, Laudi alla Vergine Maria
- Giuseppe Verdi, Pater noster
- Tomás Luis de Victoria, O regem coeli
- Tomás Luis de Victoria, Una hora

## Anciens présidents, chefs de chœur et directeurs
- Norbert Balatsch
- Henk Bijvanck
- Helmuth Froschauer
- Georg Gruber
- Hans Gillesberger
- Ferdinand Grossmann (directeur)
- Agnes Grossmann (directrice, 1996 - 1998)
- Uwe Christian Harrer
- Eugen Jesser
- Walter Tautschnig
- Peter Marschik
- Albert Mülleder

## Référence
1. ↑  Marianne Walle et Paul Pasteur, Femmes en Autriche au XXe siècle, 1996, 241 p. (ISBN 978-2-87775-646-4, lire en ligne), p. 17.
2. ↑  « Agnes Grossmann dirige l'Orchestre symphonique de Montréal », sur scena.org (consulté le 20 mars 2021).
3. ↑  (en) Leonard Maltin, The Disney Films : 3rd Edition, p. 202.